# 히로사키시
히로사키시(일본어: 弘前市)는 일본 아오모리현 서부에 있는 시이다. 히로사키번의 성시로 발달했고 현재도 쓰가루 지방의 중심 도시로 주변 지자체를 포함한 인구 약 33만 명의 히로사키 도시권을 형성하고 있다.
히로사키시는 사과 생산량이 일본 내 약 20%를 차지한다. 이는 일본에서 가장 많은 사과 생산량이다. 또 히로사키 공원에서 개최되는 히로사키 벚꽃 축제와 히로사키성도 전국적으로 알려져 있어 예로부터 "성과 벚꽃과 사과의 도시"라고 불리기도 한다.

## 자연
서부는 아오모리현에서 가장 높은 이와키산과 접한다.

## 인접한 자치체
- 아오모리현
  - 쓰가루시
  - 히라카와시
  - 나카쓰가루군 니시메야촌
  - 미나미쓰가루군 오와니정·후지사키정·이나카다테촌
  - 기타쓰가루군 이타야나기정·쓰루타정
  - 니시쓰가루군 아지가사와정

- 아키타현
  - 오다테시

## 역사

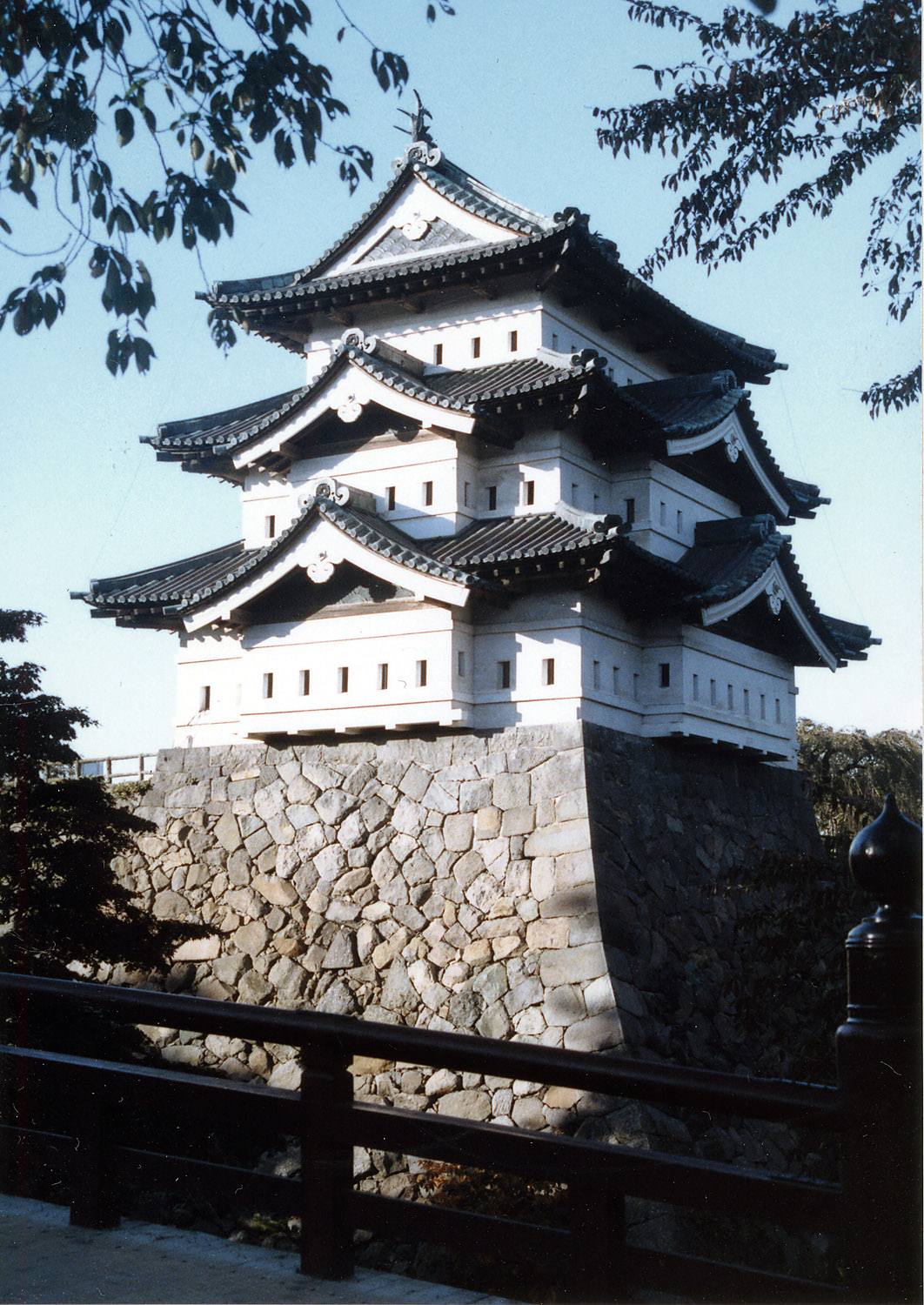
히로사키성

헤이안 시대에 히로사키 주변 지역은 오슈 후지와라씨의 영지 일부였다. 가마쿠라 시대 초에 오슈 후지와라씨가 멸망한 후에 미나모토노 요리토모에 의해 난부씨에게 주어졌다.
센고쿠 시대에 난부씨의 가신이었던 오우라 다메노부가 1571년에 독립을 선언하였고 지역의 성을 탈취하였다. 그는 1590년의 오다와라 전투 때 도요토미 히데요시를 도왔고 45,000석의 영지에 대한 소유권을 확인받았다. 다메노부는 또한 성을 오우라에서 쓰가루로 바꿨다. 세키가하라 전투 때 도쿠가와 이에야스의 편에서 다메노부의 세입은 47,000석으로 증가하였고 다카오카(현재의 히로사키)에 성을 건설하기 시작했다. 성은 1611년에 다메노부의 뒤를 이은 쓰가루 노부히라에 의해 완성되었으나 1627년에 낙뢰로 인해 커다란 5층 망루가 소실되었다. 영지의 세입은 1628년에 10만 석으로 증가하였다.
1808년에 다카오카는 히로사키로 개칭되었다. 쓰가루씨는 메이지 유신의 보신 전쟁 때 삿초 동맹 편에 섰고 새로운 메이지 정부에 의해 추가로 1만 석을 보상받게 되었다. 그러나 1871년 8월 29일의 폐번치현으로 히로사키번은 폐지되었고 히로사키현으로 대체되었다. 같은 해 10월에 현청을 좀 더 중앙에 위치한 아오모리로 이전하면서 현의 이름도 아오모리현으로 바뀌었다.
1873년 10월 1일에 조요 소학교가 세워졌고 1877년에 사과 원예가 히로사키에 도입되었으며 1878년 3월에 현내 최초의 은행인 제59국립은행(아오모리 은행)이 개설되었다. 1889년 4월 1일에 히로사키시가 성립함으로써 일본 최초의 30개 시 중 하나가 되었다. 1894년 12월 1일에 오우 본선을 통해 히로사키와 아오모리가 연결되었다. 1898년 10월에 히로사키는 일본 육군 제8사단의 주둔지가 되었다. 이 부대는 러일 전쟁 때 두드러진 활약을 하였다.
1901년에 히로사키 병원이, 1906년에 히로사키 도서관이 세워졌다. 1909년에는 시내 전화가 개통하였고 1918년에는 첫 번째 벚꽃 축제가 개최되었다. 1927년에는 히로사키와 오노에 간의 고난 철도가 개통하였다. 1949년에 히로사키 대학이 세워졌다.
1955년 3월 1일에 이웃한 나카쓰가루군 시미즈촌, 왓토쿠촌, 도요다촌, 호리코시촌, 지토세촌, 후지시로촌, 니나촌, 후나자와촌, 다카스기촌, 스소노촌, 히가시메야촌을 편입하였다. 히가시메야 지구는 월경지가 되었다. 도시는 더욱 확장해 1957년 10월 1일에 이웃한 이시카와촌을 편입하였다. 1964년에 제1회 히로사키성 국화 단풍 축제가 개최되었고 1977년에 제1회 히로하키성 설등 축제가 개최되었다. 1979년에는 도호쿠 자동차도가 개통하였다.
2006년 2월 27일에 구 히로사키시, 나카쓰가루군 이와키정, 소마촌이 신설 합병해 새로운 히로사키시가 성립하였다.

## 경제
히로사키시는 아오모리현 남서부의 상업 중심지이다. 주요 농작물로는 쌀과 사과가 있으며 일본 사과 생산량의 20%가 이곳에서 생산된다.

## 교통

### 철도
- 동일본 여객철도
  - 오우 본선

- 고난 철도
  - 고난선
  - 오와니선

### 도로
- 도호쿠 자동차도
- 국도 제7호선
- 국도 제102호선

## 인구
|                                                | |
| 히로사키시의 전국의 연령별 인구 분포（2005년） | 히로사키시의 연령·남녀별 인구 분포（2005년）                                                                              |
| ■자주색 ― 히로사키시 ■녹색 ― 일본전국          | ■파랑색 ― 남자 ■빨간색 ― 여자                                                                                             |
| · 히로사키시（에 해당되는 지역）의 인구추이    | |
| 일본 총무성 통계국 국세조사 결과               | |
|                                                | 이 그래프는 더 이상 지원되지 않는 레거시 그래프 확장 기능을 사용하고 있습니다. 새로운 차트 확장 기능으로 변환해야 합니다. |

## 기후
| 히로사키시의 기후                                            | 히로사키시의 기후 | 히로사키시의 기후 | 히로사키시의 기후 | 히로사키시의 기후 | 히로사키시의 기후 | 히로사키시의 기후 | 히로사키시의 기후 | 히로사키시의 기후 | 히로사키시의 기후 | 히로사키시의 기후 | 히로사키시의 기후 | 히로사키시의 기후 | 히로사키시의 기후 |
| 월                                                           | 1월               | 2월               | 3월               | 4월               | 5월               | 6월               | 7월               | 8월               | 9월               | 10월              | 11월              | 12월              | 연간              |
| ------------------------------------------------------------ | ----------------- | ----------------- | ----------------- | ----------------- | ----------------- | ----------------- | ----------------- | ----------------- | ----------------- | ----------------- | ----------------- | ----------------- | ----------------- |
| 역대 최고 기온 °C (°F)                                       | 11.5 (52.7)       | 17.2 (63.0)       | 20.7 (69.3)       | 28.0 (82.4)       | 33.3 (91.9)       | 33.7 (92.7)       | 36.4 (97.5)       | 39.3 (102.7)      | 36.7 (98.1)       | 28.6 (83.5)       | 24.2 (75.6)       | 18.0 (64.4)       | 39.3 (102.7)      |
| 일평균 최고 기온 °C (°F)                                     | 1.7 (35.1)        | 2.5 (36.5)        | 6.7 (44.1)        | 14.3 (57.7)       | 20.3 (68.5)       | 23.9 (75.0)       | 27.4 (81.3)       | 28.8 (83.8)       | 24.9 (76.8)       | 18.4 (65.1)       | 11.3 (52.3)       | 4.4 (39.9)        | 15.4 (59.7)       |
| 일일 평균 기온 °C (°F)                                       | −1.5 (29.3)       | −1.0 (30.2)       | 2.3 (36.1)        | 8.6 (47.5)        | 14.3 (57.7)       | 18.3 (64.9)       | 22.3 (72.1)       | 23.5 (74.3)       | 19.4 (66.9)       | 12.9 (55.2)       | 6.5 (43.7)        | 0.8 (33.4)        | 10.5 (50.9)       |
| 일평균 최저 기온 °C (°F)                                     | −4.6 (23.7)       | −4.6 (23.7)       | −1.8 (28.8)       | 3.2 (37.8)        | 8.9 (48.0)        | 13.7 (56.7)       | 18.2 (64.8)       | 19.3 (66.7)       | 14.9 (58.8)       | 8.2 (46.8)        | 2.2 (36.0)        | −2.4 (27.7)       | 6.3 (43.3)        |
| 역대 최저 기온 °C (°F)                                       | −13.5 (7.7)       | −16.2 (2.8)       | −10.4 (13.3)      | −5.9 (21.4)       | −1.1 (30.0)       | 4.2 (39.6)        | 6.8 (44.2)        | 11.0 (51.8)       | 6.0 (42.8)        | −0.4 (31.3)       | −6.8 (19.8)       | −11.6 (11.1)      | −16.2 (2.8)       |
| 평균 강수량 mm (인치)                                        | 125.5 (4.94)      | 99.9 (3.93)       | 82.3 (3.24)       | 65.8 (2.59)       | 66.3 (2.61)       | 71.9 (2.83)       | 115.3 (4.54)      | 140.7 (5.54)      | 136.3 (5.37)      | 107.7 (4.24)      | 113.7 (4.48)      | 130.1 (5.12)      | 1,255.3 (49.42)   |
| 평균 강설량 cm (인치)                                        | 221 (87)          | 185 (73)          | 116 (46)          | 6 (2.4)           | 0 (0)             | 0 (0)             | 0 (0)             | 0 (0)             | 0 (0)             | 0 (0)             | 17 (6.7)          | 147 (58)          | 679 (267)         |
| 평균 강수일수 (≥ 1.0 mm)                                     | 20.3              | 18.0              | 15.2              | 11.2              | 9.3               | 8.3               | 9.5               | 10.4              | 10.7              | 12.9              | 16.2              | 20.1              | 162.1             |
| 평균 강설일수 (≥ 3 cm)                                       | 21.8              | 19.0              | 14.5              | 1.1               | 0                 | 0                 | 0                 | 0                 | 0                 | 0                 | 1.7               | 15.1              | 73.2              |
| 평균 월간 일조시간                                           | 44.3              | 65.7              | 119.5             | 182.9             | 204.4             | 182.3             | 159.3             | 184.5             | 158.3             | 140.8             | 90.0              | 52.9              | 1,585.1           |
| 출처: 일본 기상청 (평년값: 1991년~2020년, 극값: 1942년~현재) |                   |                   |                   |                   |                   |                   |                   |                   |                   |                   |                   |                   |                   |

## 자매 도시
- 일본 홋카이도 샤리정
- 일본 군마현 오타시